# Lia Torá
Lia Torá (nacida como Horacia Correa D'Avila; 12 de mayo de 1907 – 27 de mayo de 1972) fue una actriz y bailarina brasilera.

## Filmografía
- The Low Necker (1927)
- The Veiled Woman (1929)
- Making the Grade (1929)
- There Were Thirteen (1931)
- Hollywood, City of Dreams (1931)